# Nils Månsson i Erlandsro
Nils Månsson (i riksdagen kallad Månsson i Erlandsro), född 14 maj 1869 i Svedala församling, död 17 juni 1944 i Malmö S:t Petri församling, var en svensk lantbrukare och riksdagspolitiker (högern). Han var far till Nils Ch. Månsson.
Månsson var verksam som landstingsman från 1907 och innehade även kommunala uppdrag. I riksdagen var han ledamot av andra kammaren 1919–1920 och från 1925, invald i Malmöhus läns valkrets.